# Bagnaria

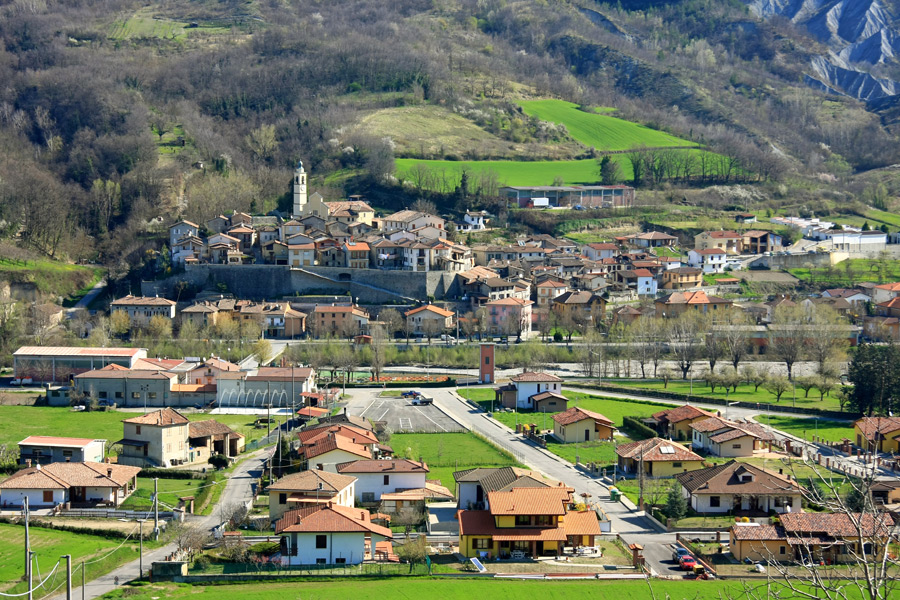
Panorama von Bagnaria

Bagnaria ist eine norditalienische Gemeinde (comune) mit 626 Einwohnern (Stand 31. Dezember 2023) in der Provinz Pavia in der südwestlichen Lombardei. Die Gemeinde liegt etwa 40 Kilometer südlich von Pavia an der Staffora in der Oltrepò Pavese, gehört zur Comunità Montana Oltrepò Pavese und grenzt unmittelbar an die Provinz Alessandria (Piemont).

## Verkehr
Durch die Gemeinde führt die frühere Strada Statale 461 del Passo del Penice (heute eine Provinzstraße) von Voghera nach Bobbio.